# Expédition de Djidjelli
L'expédition de Djidjelli est une opération de débarquement menée de juillet à octobre 1664 par le royaume de France, avec le concours de l'ordre de Saint-Jean de Jérusalem à Malte, des Provinces-Unies et de l'Angleterre, en Kabylie, sur la cité portuaire de Djidjelli (transcription ancienne de Jijel) à l'Est de la Régence d'Alger. Cette « campagne d'Afrique » s'inscrit, d'une part, dans la vision de Louis XIV en Méditerranée qui veut prémunir la flotte de commerce française des raids pirates nord-africains et, d'autre part, dans une politique globale du royaume de France en tant que membre de la ligue du Rhin : elle trouve alors un sens dans le cadre de la Première guerre austro-turque.
Cette expédition militaire visait à s'emparer de la ville de Djidjelli et de la fortifier afin d'y établir une base navale permanente facilitant la lutte contre les pirates barbaresques des régences Alger et de Tunis. L'expédition était placée sous le commandement de l'amiral de France François de Vendôme, duc de Beaufort (cousin de Louis XIV et petit-fils d'Henri IV) tandis que les forces terrestres étaient dirigées par le lieutenant général Charles-Félix de Galéan, comte de Gadagne.
Trois mois après la prise de la ville, privé de renfort à cause de la peste et assiégé par les troupes Kabyles et ottomanes, le corps expéditionnaire de Louis XIV abandonne Djidjelli et rembarque pour la France. Durant la traversée de retour, un navire de premier rang vieillissant et mal radoubé, La Lune, coule dans la rade de Toulon et fait plus de 700 morts.

## Causes de l'expédition

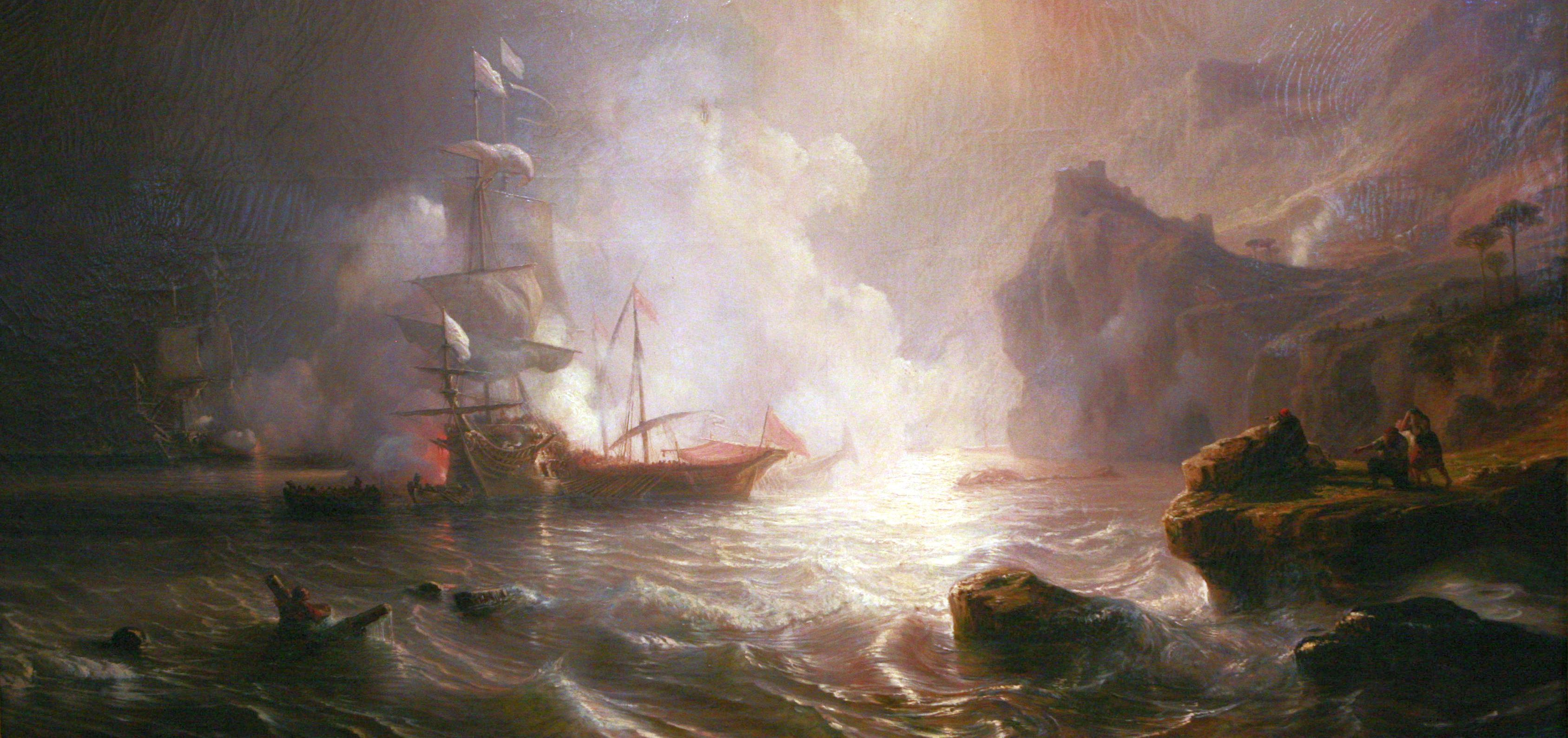
Combat d'un vaisseau français et de deux galères barbaresques.

Le jeune roi Louis XIV, dont le règne personnel a débuté en 1661 à la suite du décès du cardinal Mazarin, et son ministre Colbert souhaitent assurer le libre passage en Méditerranée de la flotte de commerce française qui, au même titre que celle des autres nations chrétiennes, est continuellement forcée de payer tributs aux corsaires en provenance des trois royaumes barbaresques d'Alger, de Tunis et de Tripoli, ces dernières étant vassales de la Sublime Porte.
Le corps expéditionnaire français était censé «rabattre l'orgueil des pirates barbaresques qui narguent sa puissance», et ravagent les côtes méditerranéennes.
Une ville de la côte à mi-chemin entre Alger et Tunis est choisie. Il s'agit de s'en emparer, de la fortifier, d'y construire un port et d'en faire un poste avancé permettant des sorties rapides contre les pirates, à l'image de ce que les Anglais faisaient alors à Tanger (1661-1684). À la même époque, à l'ouest de la côte, la ville d'Oran est aux mains de la Monarchie catholique espagnole depuis 1509 ; ce préside se maintiendra jusque sa reconquête en 1792.
Sont proposées les villes de Bougie, Bône et Stora, (près de l'ancien comptoir Bastion de France), mais c'est Djidjelli qui est retenue. Le choix de cette ville est un sujet de discorde entre le commandant de l'expédition, son second et l'ingénieur chargé des fortifications.

## Composition du corps expéditionnaire
Le commandant suprême de l'expédition est le duc de Beaufort.
L'armée est commandée par son second, le comte de Gadagne, qui est lui-même assisté de deux maréchaux de camp, de la Guillotière et le comte de Vivonne. L'artillerie est dirigée par de Bétancourt, le génie par le chevalier de Clerville (responsable des fortifications, il est assisté de Deshouliéres et Misgrini).
La flotte est confiée au chevalier Paul et à Abraham Duquesne, assistés des chefs d'escadre Pierre de Certaines de Fricambault, alors chef d'escadre de Provence, et Mathurin Gabaret. Le marquis de Ternes dirigeait pour sa part comme chef d'escadre des Galères une flotte de huit galères.
Les nombreuses dissensions dans le commandement seront une des causes principales de l'échec de l'opération.
La flotte et l'armée expéditionnaire sont assemblées au port royal de Toulon en mars 1664 et partent le 2 juillet 1664.
En complément des huit galères de M. de Ternes, la flotte française sous les ordres de Beaufort est composée de quatorze vaisseaux : la Royale, navire amiral (commandé par le chevalier Paul), la Reine (sous les ordres de Vivonne), le César (sous Fricambault), l'Hercule (sous Gabaret), le Jules (sous des Ardens), le Beaufort (sous Gilles de La Roche-Saint-André), le Mercoeur (sous M. de Thurelle), la Perle (sous le chevalier de Buous), l'Écureuil (sous M. de Preuilly d'Humières), l'Anna (sous M. de Querven), la Françoise (sous M. de Châteauneuf), la Victoire (sous M. de Beaumont), le Saint Augustin (sous M. de Cou) et enfin la Flûte royale (sous La Roche Saint-André). À ces vaisseaux sont joints douze navires et vingt-neuf barques chargées de matériel de guerre et des vivres. À leurs côtés, le jeune Châteaurenault, futur Maréchal de France et Vice-Amiral du Levant, sert comme enseigne de la marine (il sera blessé dans l'expédition).
Sept galères de la Religion renforcent la flotte de l'expédition avec à leur bord le bataillon de Malte sous le commandement de Gadagne, guidé par le commandeur de Vivier, et avec pour principaux capitaines le commandeur de Briennes et les chevaliers de Certaines (frère de Fricambault), de La Garde, de Romilly, de Mirabeau, de Beaumont et de Blondet.
- Régiment des Gardes françaises (6 compagnies)[7],
- Régiment de Picardie (1 bataillon),
- Régiment de Navarre (1 bataillon),
- Régiment de Normandie (1 bataillon),
- Régiment Royal des Vaisseaux (1 bataillon),
- Régiment Royal (20 compagnies)
- Le bataillon de Malte

## Déroulement de l'expédition

### Prise de Djidjelli par le duc de Beaufort (23 juillet)

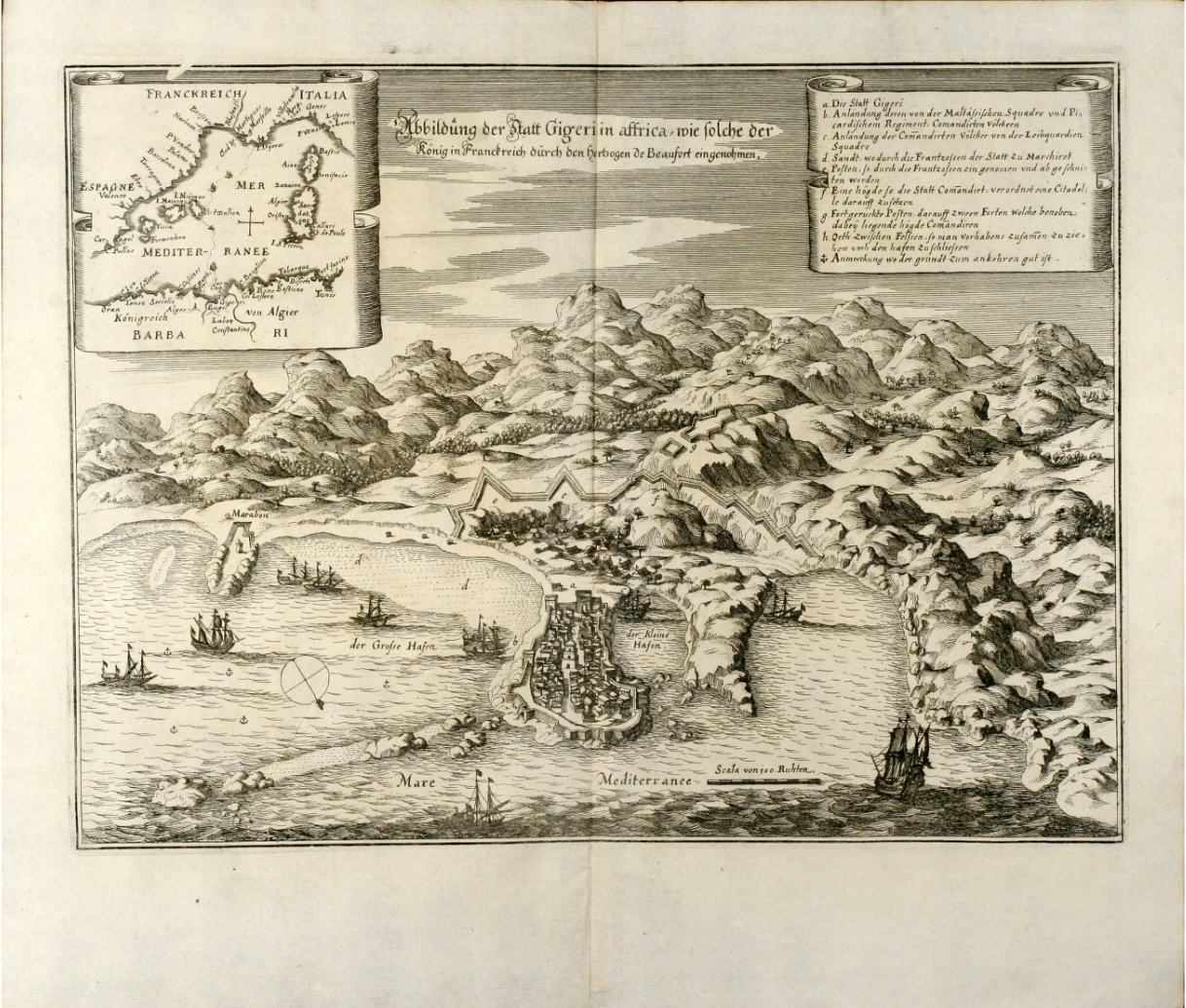
Djidjelli en 1646.

La flotte appareille de Toulon le 2 juillet 1664, devancée par les galères de France, et mouille devant Bougie le 21 juillet (après une halte à Majorque, au port Mahon, pour récupérer des galères de Malte).
Le corps expéditionnaire s'oppose dans un premier temps aux Kabyles du royaume de Koukou et de celui des Béni Abbès. En effet en dissidence avec la régence d'Alger, ils refusent son aide dans un premier temps. Cependant n'arrivant pas à reprendre la ville ils finiront pas accepter le passage des troupes du bey de Constantine et de la régence d'Alger.
Le 23 juillet 1664 au matin les galères s'avancent jusqu'au rivage et avec leurs pièces d'artillerie intimident les Kabyles, permettant ainsi aux chaloupes de transporter à terre les hommes de troupe, près du lieu-dit le Marabout. Le choix de cet emplacement (un lieu saint, et un cimetière) déclenchera un durcissement de la résistance des habitants et les combats du lendemain.
L'armée de débarquement compte environ 4 000 hommes, et le bataillon maltais 1 200 hommes. Débarquent successivement un bataillon du régiment de Picardie commandé par M. de Vivonne, puis le comte de Gadagne à la tête d'un bataillon de Malte, 1 bataillon du régiment des Gardes françaises, puis enfin le duc de Beaufort et La Guillotiere. Les volontaires, jetés les premiers sur le rivage, s'emparèrent d'un marabout, sous la protection duquel les autres troupes prirent terre successivement, le bataillon des Gardes françaises en tête. Celui-ci occupa immédiatement la droite de l'ordre de bataille, et s'établit sur une hauteur ayant à sa gauche un bataillon de Malte et un bataillon du régiment de Picardie. Pendant que le reste de l'expédition, qui se composait d'un bataillon de chacun des régiments de Navarre, de Normandie, Royal des Vaisseaux, mettait le pied sur la plage, les Gardes entretenaient un feu très-vif de mousqueterie avec les Arabes dispersés dans les broussailles. Tout à coup la cavalerie africaine se précipite à toute bride et sans ordre sur les trois bataillons, et malgré leur énergique résistance et le feu de la flotte, elle parvient à couper quelques pelotons qui sont impitoyablement massacrés. Cependant les troupes françaises fondent sur cette cavalerie piques baissées et la forcent à se retirer pour regagner les montagnes.
Le soir même le bataillon des Gardes campa sur une colline qui domine Djidjelli. Cette ville abandonnée de ses habitants fut occupée par les autres régiments.
D'importants combats ont de nouveau lieu le lendemain. Des Maures ayant présenté le pavillon blanc, signe de futurs dialogues, ordre est aussitôt donné aux galères et aux troupes de ne point tirer. Les Français saisissent cette chance pour dialoguer et établir des relations amicales avec les Arabes, mais les Kabyles, sortant d'une embuscade, prennent les troupes expéditionnaires par surprise, et y font un terrible ravage. L'intervention du bataillon de Malte (la Gazette de France du 28 août 1664 fait état de prodiges des chevaliers qui combattirent « revêtus de la soubreveste de drap rouge à la croix blanche ») avec Gadagne, qui, stimulant le deuxième front, met fin à cette attaque qui aura causé la mort de nombreux officiers et soldats. Quatre-cents victimes sont à déplorer dans le corps expéditionnaire et autant du côté des Maures.
La prise de la ville assurée, débutent sous les ordres du chevalier de Clerville les premiers travaux de sécurisation, avec un camp retranché protégé par trente canons.

### Désaccord stratégique Beaufort / Gadagne
La mésentente entre le duc de Beaufort et le comte de Gadagne est documentée, notamment par le courrier du 12 septembre 1664 adressé par le roi Louis XIV à monsieur de Gadagne. Il apparait que le comte de Gadagne souhaitait déjà, avant même le début de l'expédition, débarquer ses troupes à Bougie « alors abandonné, mieux situé et plus à portée des secours que Djidjelli ».
Après cette attaque le Conseil de guerre est partagé en deux clans : ceux qui pensent qu'il faut se contenter de fortifier rapidement la presqu’île pour soutenir un siège (Gadagne, Vivonne, et les principaux officiers de marine) et ceux qui sont d'avis que des travaux plus importants sont nécessaires et qu'il faut surtout attendre les ordres du Roi sur le projet de citadelle (Clerville et le duc de Beaufort). Le conseil de guerre statue avec Beaufort sur l'attente des ordres du Roi, et la mésentente s'accroît.

### Siège de Djidjelli (6 octobre)
Une attaque des Turcs et des Kabyles est repoussée par les assiégés le 6 octobre 1664.

### Arrivée des renforts / départ de Beaufort (22 octobre)
En complément du corps expéditionnaire initial, le 20 septembre part vers l'Afrique un convoi de six vaisseaux et six barques chargées de vivres.
Le renfort militaire suit peu après : parti à son tour le 18 octobre de Toulon, le marquis de Martel arrive en renfort, à la tête d'une escadre (quatre vaisseaux, une flûte et un brûlot) transportant deux compagnies de cavalerie du régiment de Conti, le 22 octobre 1664 (voir la correspondance de Louis XIV). L'escadre de M. de Martel est composée du Dauphin (vaisseau commandant), du Soleil (sous M. de Kerjean), de La Lune (sous le commandeur de Verdille), de la Notre-Dame (sous M. de la Giraudière), de l’Espérance (flûte, sous M. Garnier) et enfin d'un brûlot nommé le Triton (mené par le capitaine Champagne).
Un message du roi, qui a été mis au courant de la discorde entre les chefs de l'expédition, enjoint au duc de Beaufort de reprendre la mer laissant le commandement des opérations au comte de Gadagne. Le cousin de Louis XIV et sa flotte quittent donc définitivement Djidjelli le 22 octobre.

### Retraite de Djidjelli (31 octobre)
La peste s'étant déclarée à Toulon, l'embarquement prévu de troupes de renfort et de munitions est annulé. Par conséquent, assiégée et jugée trop difficile à garder, la place est démolie et abandonnée par les Français qui rembarquent dans la nuit du 30 au 31 octobre 1664.
Gadagne lui-même était initialement du parti de poursuivre le combat. C'est au cours d'un Conseil de Guerre réunissant le 30 octobre, après moult hésitations de Gadagne à le convoquer, les officiers généraux et des officiers moins gradés de l'armée d'Afrique, qu'est décidé le rembarquement et rédigée en ce sens une lettre à transmettre au Roi, signée par dix-neuf officiers (principalement non marins) dont Clerville, Preuilly, Castellan et La Guillotière. Gadagne contresigne à contre-cœur, indiquant qu'il « n'a pas cru devoir ni pouvoir être d'un seul avis contraire ». Même si cette lettre est présentée comme l'avis de tous, de nombreuses signatures sont absentes, dont celles des chefs les plus éminents du corps expéditionnaire, ce qui est instructif sur l'absence d'unanimité.
La retraite se fait en utilisant les vaisseaux du marquis de Martel, arrivés le 22 octobre, et sans le concours de la flotte du duc de Beaufort. Sera embarquée en priorité une partie des troupes dont on commençait à ne plus pouvoir répondre, « les soldats disant tout haut qu'ils alloient se faire Turcs ».

## Naufrage deLa Lune
À son retour en France, toute la flotte de la campagne d'Afrique est envoyée en quarantaine à l'île de Porquerolles par le Parlement de Provence à cause de la peste. Le vieux trois-mâts La Lune, qui était arrivé en renfort à Djidjelli le 22 octobre, se trouvait déjà en piteux état et mal radoubé. Il prend l'eau dès son départ de Toulon. Le vaisseau se disloque, s'ouvre en deux et coule à pic dans la rade de Toulon, en face des îles d'Hyères, avec à son bord les dix premières compagnies du régiment de Picardie. Plus de 700 hommes périssent noyés, avec parmi eux le général de la Guillotière, l'un des deux maréchaux de camp du comte de Gadagne durant l'expédition,.
Une centaine de rescapés parviennent à regagner le Port-Cros, mais abandonnés sur cette île déserte de 7 km2, ils meurent tous de faim. Le capitaine du navire qui est un chevalier de Malte, le commandeur de Verdille et Antoine Bœsset de La Villedieu (aide de camp du général de la Guillotière) s'en réchappent tous les deux à la nage,. On n'aurait compté en tout que 24 rescapés.
En 1993, l'épave de La Lune a été découverte gisant par 90 m de profondeur par l'IFREMER. L'année suivante, Marie-Chantal Aiello a réalisé un documentaire pour France 3, La Lune et le Roi Soleil.

## Conséquences
Le 25 août 1665, le duc de Beaufort détruit deux navires de la régence d'Alger et en capture trois autres, sur l'un desquels il retrouve l'artillerie abandonnée à Djidjelli en octobre 1664.
Un traité de paix est signé entre le duc de Beaufort et la régence de Tunis le 25 novembre 1665, un second traité est conclu avec la régence d'Alger le 17 mai 1666. Cependant, il faudra attendre le bombardement d'Alger par l'amiral Duquesne en 1682 pour que le comptoir français du Bastion de France soit rouvert l'année suivante.

## Correspondance entre le roi et les commandants de l'expédition

### Lettre de Louis XIV au comte de Gadagne (12 septembre 1664)
« Au comte de Gadagne.
Vincennes, le 12 septembre 1664.
Monsieur de Gadagne, j'ai vu, par votre lettre du 25 août, le détail de ce qui s'est passé dans le trajet de mes troupes et depuis leur descente en Afrique. Je vous avoue que je n'avois point ouï parler de Bugie dans les termes que vous m'en parlez, et je veux croire avec vous qu'on y auroit pu réussir : mais comme c'est une chose faite, il ne faut plus penser maintenant qu'à s'établir à Gigeri ; car j'y suis fort résolu, et je prétends en venir à bout, à quelque prix que ce soit. C'est pourquoi, et vous et tous les officiers se doivent mettre dans l'esprit que la chose réussira ; qu'il n'y a qu'à prendre patience, et à faire travailler avec application, empêchant aussi avec soin la dissipation des outils et des autres choses de cette nature qui, bien que de peu de valeur, sont tout à fait nécessaires à la conservation de ce poste.
Sur-tout, il faut bien étudier le terrain des environs, afin de reconnoître les endroits d'où vous pourrez avoir du bois avec moins de peine et de péril.
Les cent chevaux que je vous envoie vous en faciliteront les moyens ; et de plus, j'ai donné ordre que vous ayez quelques charrettes, tant pour voiturer le bois, après qu'il sera coupé, que pour servir à tel autre usage que vous jugerez à propos.
Je suis très-aise de ce que vous me mandez des bonnes intentions de toutes les troupes en général, n'ayant point de plus grand plaisir, que d'entendre leurs louanges : vous pouvez témoigner à d'Arci, à Cauvisson et aux autres qui furent détachés à la dernière occasion, que je sais ce qu'ils ont fait, et que je me souviendrai d'eux.
Vous pouvez témoigner aussi au régiment de Normandie, la satisfaction que j'ai de tout le corps, et dire en particulier à Cadaillan, que je suis fort content de lui.
Je ne suis pas surpris de voir, que mes compagnies des Gardes s'offrent à faire toutes choses pour me servir et me plaire, sans trouver rien de difficile ; car je n'attendois pas moins de leur affection, après ce que j'ai écrit ; et même je suis persuadé qu'elles le feront de bon cœur et avec moins de façon, que celles du dernier corps qui soit à mon service. Aussi vous les assurerez du gré que je leur en sais, et continuerez au surplus à me mander en détail, les actions que chacun fera pour signaler son courage ou son zèle dans les rencontres, afin que je puisse traiter chacun selon son mérite.
Cependant, comme je sais qu'il y a quelques officiers qui ne règlent pas leurs discours selon mes intentions, il est bon de les avertir que j'en suis bien informé, et qu'ils ne peuvent mieux faire pour mon service ni pour eux-mêmes, que de réparer le passé par une conduite toute contraire. Après avoir entretenu ceux qui viennent du lieu où vous êtes, j'ai trouvé tous leurs rapports uniformes sur ce point-là : ils m'ont dit beaucoup d'autres choses qui ne s'accordent pas de même ; mais je saurai bien dans la suite discerner la vérité, par les actions et les discours de ceux qui restent à Gigeri : et me remettant au surplus à ce que j'ai commandé aux sieurs le Tellier et Colbert d'écrire, soit à Charuel ou au chevalier de Clerville, je prie Dieu, etc.. »

### Lettre de Louis XIV au duc de Beaufort (12 novembre 1664)
« Au duc de Beaufort.
Paris, le 12 novembre 1664.
Mon cousin,
Le sieur de la Roche m'a rendu votre lettre et expliqué de vive voix le détail de la dernière attaque de la redoute de Gigeri ; à quoi j'ai pris beaucoup de plaisir, non seulement pour le succès d'une action si glorieuse, mais aussi pour le bonheur que vous avez eu de couronner votre séjour en ce pays-là par un service de cette importance, et même pour le nouveau lustre qu'une blessure aussi favorable que celle que vous avez reçue, ajoute à votre valeur: Vous croyant maintenant en Provence, et peut-être déjà parti pour vous rendre auprès de moi, il seroit superflu de vous faire plus longue lettre ; je pourrai m'entretenir plus commodément avec vous à votre arrivée ici, et il me suffit par avance de vous dire, que je suis entièrement satisfait de vous. »

## Postérité
En 1839, une artère de la ville porte le nom d'« avenue Gadaigne » (sic). En 1962, l'avenue Gadaigne est renommée « avenue du 1er novembre ».
En 1847, l'écrivain Alexandre Dumas relate l'expédition de Djidjelli, qu'il écrit Djidgelli, dans le dernier épisode de sa trilogie romanesque des mousquetaires intitulé Le Vicomte de Bragelonne. Mais il l'avance de trois ans afin de la faire coïncider chronologiquement avec l'arrestation de Fouquet, la mort violente à Belle-Ile-en-Mer de Porthos, puis dans son lit d'Athos, quand celui-ci apprend la mort au champ de bataille de son fils, Raoul de Bragelonne.
En 2008, l'auteur Jean Teulé narre une version romanesque de l'expédition de Djidjelli dans son ouvrage Le Montespan, centré sur le marquis de Montespan.

### Documentaire
- Marie-Chantal Aiello, La Lune et le Roi Soleil: Retour sur une tragédie navale, 13 Production, France 3 Méditerranée / C.M.C.A / IFREMER, 1994 ;
- L’épave de la Lune, La Marche des sciences, France Culture, émission du 12/07/2012